# 向日葵色

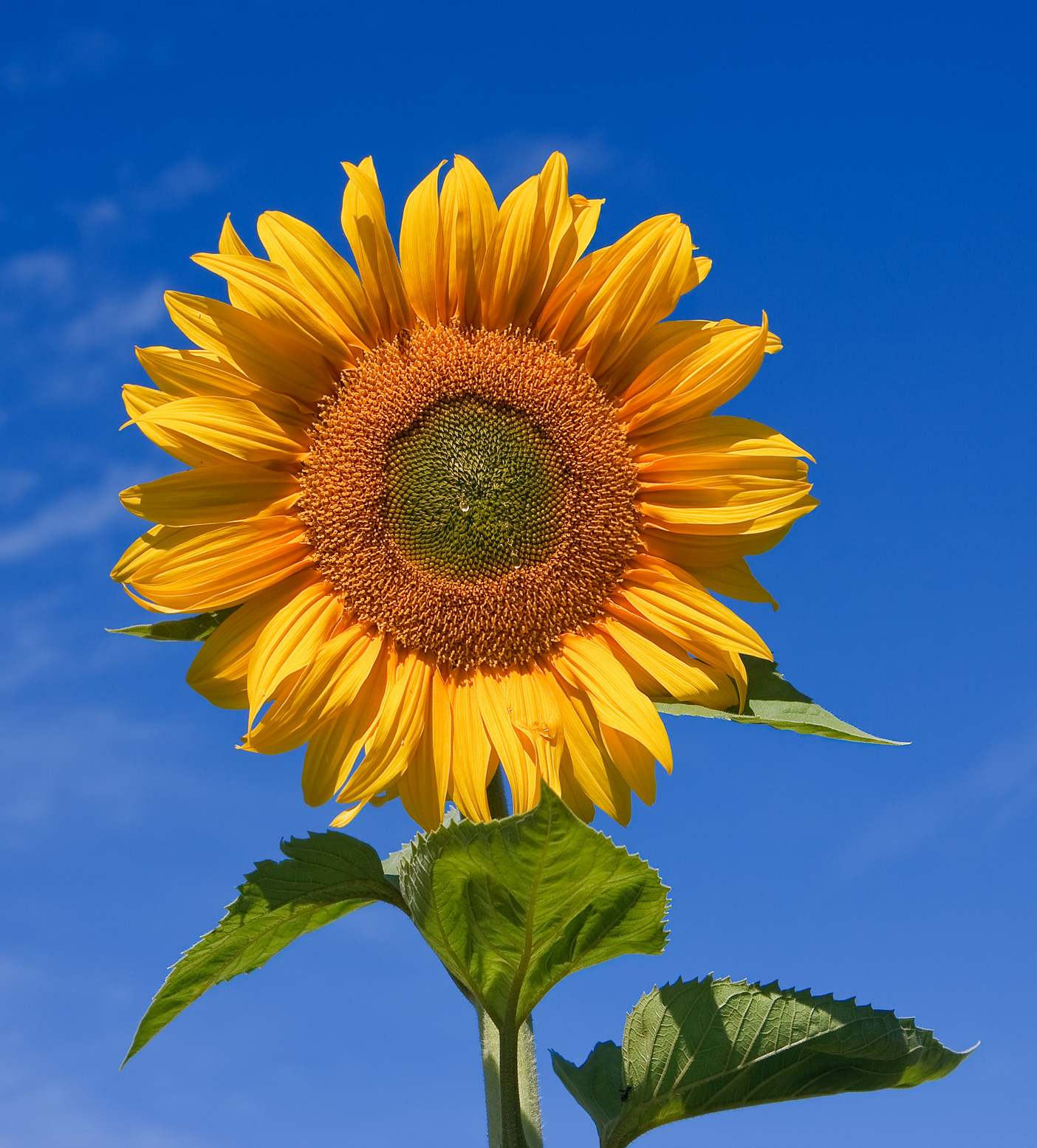
「ヒマワリ」の花

向日葵色（ひまわりいろ）は、ヒマワリの花のような、わずかに赤みを帯びた鮮やかな黄色。

## 近似色
- 山吹色
- ゴールデンイエロー
- 金色
- 黄色
- 黄土色
- 琥珀色
- オレンジ色
- 橙色
- クロムイエロー
- 鬱金色